# Ugo Marchetti
Ugo Marchetti (Roma, 25 gennaio 1947) è un generale italiano, ex vicecomandante della Guardia di Finanza, amministratore unico della Salernitana dal 25 giugno 2021 al 13 gennaio 2022.

## Biografia
Nato a Roma, dal 25 ottobre 1965 venne ammesso a frequentare l'Accademia della Guardia di Finanza e successivamente conseguì le lauree in giurisprudenza, scienze politiche e scienze della sicurezza economico-finanziaria presso l'Università "La Sapienza" di Roma. Raggiunto il grado di tenente e poi quello di capitano, venne promosso maggiore nel 1985, ottenendo il comando dei reparti operativi dell'Italia meridionale e prestando servizio presso il reparto "Operazioni" del Comando generale.
Colonnello nel 1991, ottenne quindi il comando del Nucleo regionale di polizia tributaria a Milano per poi essere assegnato a capo del III reparto del Comando generale (Operazioni) e sottocapo di Stato maggiore per l'area logistico-amministrativa.
Giunto al rango di generale di brigata nel 1997, divenne comandante regionale della Sicilia e comandante della Scuola di polizia tributaria della Guardia di Finanza. Venne promosso generale di corpo d'armata nel 2006.
È stato ufficialmente nominato cittadino onorario della città di Palermo. Mentre era ispettore per gli istituti di istruzione, il 18 giugno 2010 fu nominato vicecomandante generale della Guardia di Finanza. Il 25 novembre 2010 è stato collocato in quiescienza, e il 1º dicembre nominato consigliere della Corte dei Conti.
Il 21 maggio 2012 venne nominato da Leoluca Orlando vicesindaco di Palermo e assessore al Bilancio del capoluogo siciliano, dimettendosi però il 17 agosto successivo in contestazione alle modalità di scelta delle nomine dei vertici delle aziende partecipate e del segretario comunale esterno.

### Amministratore sportivo
Il 25 giugno 2021 è stato nominato amministratore unico dell'Unione Sportiva Salernitana 1919, carica che ha ricoperto fino al 13 gennaio 2022.